# باب المزينين
 باب المزينين هو أكبر و أهم الأبواب الثمانية للجامع الأزهر بالقاهرة في مصر وهو المدخل الرئيسى للجامع، سبب تسميته بهذا الاسم أن المزينين كانو يجلسون أمامه من أجل حلق روؤس المجاورين.
باب المزينين يضم من داخله المدرسة الطيبرسية والمدرسة الأقبغاوية، الباب له مدخلين و نُقشت عليه آيات قرآنية وتحتها كتب تاريخ نشأته واسم من بناه و هو السلطان قايتباى من سلاطين الدولة المملوكية:
| باب المزينين | « إنما الأعمال بالنيات ولكل امرىء ما نوى» | باب المزينين |

| باب المزينين | « نصر من الله وفتح قريب» | باب المزينين |

| باب المزينين | «أمر بإنشاء هذا الباب والمئذنه الشريف مولانا الأشرف قايتباى بتاريخ ثلاثة من رجب ...» | باب المزينين |

و على واجهة الباب الخارجية كتب أبيات مموهة بالذهب تقول:
| باب المزينين | «إن للعلم أزهرا يتسامى .:. كسماء ما طاولتها سماء حيث وافاه ذا البناء ولولا .:. منه لله ما تسامى البناء رب إن الهدى هداك وأيا .:. تك نور الهدى تهدى به من تشاء » | باب المزينين |